# ポッピンシティ
『ポッピンシティ』は、DeNA・モバゲータウン（後のMobage）にて提供されていたソーシャルゲーム。サービス期間は2010年8月18日 - 2012年12月20日。ジャンルは都市開発シミュレーションゲーム。

## 概要
ミニスケープ(箱庭ゲーム)と呼ばれるコンピュータゲームの1つで、ユーザは市長となって街を育てていく。他のユーザと友好都市提携すれば、非同期の協力プレイが可能になる。

## ゲームの流れ

### 目的
- 街に建物を建設してお金・人口・魅力を増やし、イベント開催で住民を盛り上げ、世界一ステキな街を作ることが目的。

### 発展
- エナジーポンプで街にエネルギー送り込むことで、各施設からバルーンが飛び出しステータスが上がる。

商業施設からはお金が得られる。
住居からは人口が生み出される。
環境系施設は魅力を高める。

### 誘致合戦
- 人口が目標に達すると誘致合戦にチャレンジできるようになる。誘致合戦は「より多くの審査員をゲットする」というミニゲーム形式を採っている。
- 街の魅力が高いほど、誘致合戦に勝利しやすくなる。
- 誘致合戦に勝利すると街のランクが上がり、さらに大きなイベントを誘致できるようになる。

### ランク
- 動物の名を冠したランクはいずれも三段階に分かれ、それぞれリトル〜、〜、ビッグ〜と誘致合戦に勝利するごとに称号が変わっていく。

## 基本用語
街タイプ
「エコ」「ビジネス」「エンタメ」の3タイプがあり、ゲーム開始時に選択する。一度決定すると変更は不可能。
タイプごとにシンボルカラーがあり、「エコ」はグリーン、「ビジネス」はグレー、「エンタメ」はオレンジとなっている。シンボルカラーはマイシティページやシティプロフィールで表示される。
タイプによって、応援で友好都市に出現させることができるレア建物が異なる。
燃料
街を発展させるために必要なエネルギー。エナジーポンプで街に送り込む。
減少した燃料は3分ごとにランクに応じた分だけ回復し、レベルアップやアイテムを使う事によっても回復する。
燃料の最大値は、レベルを上げる、他のプレイヤーと友好都市を結ぶ等によって増加する。
テンション
街の興奮度を表す。友好都市の応援や他の街の称賛など、交流することで貯まっていく。
フィーバー
街のテンションが最高潮に達すると20分だけフィーバー状態になり、燃料が全回復したうえ、発展させた時に得られる人口・お金・魅力が2倍になる。。
アイテムショップ
アイテムを購入する場所。
エナジードリンク(燃料全回復)や、ポッピンホーン(フィーバー発動)などを買う事ができる。
友好都市
- 他のユーザに友好都市申請を行い、相手が承認すると友好都市関係を結べる。
- 友好都市になると「応援」することができるようになる。

応援
友好都市に応援をすることで相手の街が少し発展し、自分の街にもボーナスが入る。
また相手の街の建物が、「レア建物」や「強化建物」に変化することがある。
同一ユーザには1日1回まで応援可能。
レア建物
通常の建設メニューからは選択できない、珍しい建物のこと。
ランク
誘致合戦でライバルシティに勝利すると、街の称号ランクが与えられる。
称号が上がると、建設できる建物が増える。
リトル○○○→○○○→ビッグ○○○の順(○○○は称号名)にランクアップ。
ナツキ
市長(ユーザ)の秘書を務め、ユーザに助言を与える。チュートリアルで登場する「ポッピンシティ」から市長の街に通っている。